# Hypocacculus ascendens
Hypocacculus ascendens är en skalbaggsart som beskrevs av Reichardt 1932. Hypocacculus ascendens ingår i släktet Hypocacculus och familjen stumpbaggar.

## Underarter
Arten delas in i följande underarter:
- H. a. desertorum
- H. a. ascendens